# یوان گریگوراش
یوان گریگوراش (رومانیایی: Ioan Grigoraș؛ زادهٔ ۷ ژانویه ۱۹۶۳) کشتی‌گیر سابق اهل رومانی است.
وی در مسابقات کشوری و بین‌المللی در مجموع برندهٔ ۲ مدال نقره، ۲ مدال برنز شده‌است.